# World RX de Sudáfrica 2019
El World RX de Sudáfrica 2019, oficialmente SABAT World RX of South Africa fue la décima y última prueba de la Temporada 2019 del Campeonato Mundial de Rallycross. Se celebró del 9 de noviembre al 10 de noviembre de 2019 en el Circuito International de Killarney ubicado en Ciudad del Cabo, Sudáfrica.
La prueba fue ganada por Niclas Grönholm quien consiguió su segunda victoria de la temporada a bordo de su Hyundai i20. Andreas Bakkerud término en segundo lugar en su Audi S1 y Timur Timerzyanov finalizó tercero con el otro Hyundai i20. Timmy Hansen se convirtió en el nuevo campeón de la especialidad, terminó la prueba en el cuarto lugar mientras que su principal rival Andreas Bakkerud finalizó segundo, ambos terminaron el campeonato con la misma cantidad de puntos pero Hansen se impuso por mayor cantidad de victorias.
En el RX2 International Series, el sueco Oliver Eriksson consiguió su quinta victoria de la temporada, fue acompañado en el podio por el jamaiquino Fraser McConnell y el finlandés Sami-Matti Trogen. Con esta victoria, Oliver Eriksson ganó su segundo título consecutivo en el RX2 International Series, siendo el segundo piloto en conseguirlo detrás del francés Cyril Raymond.

## Supercar

### Series
| Pos.            | No. | Piloto              | Equipo                          | Auto                | Q1  | Q2  | Q3  | Q4  | Pts |
| --------------- | --- | ------------------- | ------------------------------- | ------------------- | --- | --- | --- | --- | --- |
| 1               | 68  | Niclas Grönholm     | GRX Taneco Team                 | Hyundai i20         | 3º  | 1º  | 4º  | 1º  | 16  |
| 2               | 21  | Timmy Hansen        | Team Hansen MJP                 | Peugeot 208         | 1º  | 9º  | 1º  | 2º  | 15  |
| 3               | 13  | Andreas Bakkerud    | Monster Energy RX Cartel        | Audi S1             | 2º  | 11º | 2º  | 3º  | 14  |
| 4               | 71  | Kevin Hansen        | Team Hansen MJP                 | Peugeot 208         | 4º  | 6º  | 3º  | 4º  | 13  |
| 5               | 7   | Timur Timerzyanov   | GRX Taneco Team                 | Hyundai i20         | 6º  | 2º  | 7º  | 9º  | 12  |
| 6               | 44  | Timo Scheider       | All-Inkl.com Münnich Motorsport | SEAT Ibiza          | 5º  | 4º  | 10º | 5º  | 11  |
| 7               | 6   | Jānis Baumanis      | Team STARD                      | Ford Fiesta         | 11º | 7º  | 6º  | 7º  | 10  |
| 8               | 36  | Guerlain Chicherit  | GC Kompetition                  | Renault Mégane R.S. | 9º  | 13º | 5º  | 6º  | 9   |
| 9               | 123 | Krisztián Szabó     | EKS Sport                       | Audi S1             | 7º  | 10º | 11º | 8º  | 8   |
| 10              | 96  | Guillaume De Ridder | GCK Academy                     | Renault Clio R.S.   | 13º | 3º  | 12º | 10º | 7   |
| 11              | 92  | Anton Marklund      | GC Kompetition                  | Renault Mégane R.S. | 8º  | 5º  | 8º  | DNF | 6   |
| 12              | 42  | Oliver Bennett      | Oliver Bennett                  | Mini Cooper         | 12º | 12º | 14º | 13º | 5   |
| 13              | 12  | Matvey Furazhkin    | ES Motorsport-Labas GAS         | Škoda Fabia         | 14º | 14º | 13º | DNF | 4   |
| 14              | 22  | Jere Kalliokoski    | Team STARD                      | Ford Fiesta         | 10º | 8º  | DSQ | 11º | 3   |
| 15              | 113 | Cyril Raymond       | GCK Academy                     | Renault Clio R.S.   | 15º | DSQ | 9º  | 14º | 2   |
| 16              | 33  | Lian Doran          | Monster Energy RX Cartel        | Audi S1             | DNS | 15º | DNS | 12º | 1   |
| Reporte Oficial |     |                     |                                 |                     |     |     |     |     |     |

### Semifinales
Semifinal 1
| Pos.            | No. | Piloto            | Equipo                   | Tiempo     | Pts |
| --------------- | --- | ----------------- | ------------------------ | ---------- | --- |
| 1               | 13  | Andreas Bakkerud  | Monster Energy RX Cartel | 04:16.920  | 6   |
| 2               | 68  | Niclas Grönholm   | GRX Taneco Team          | +0.160     | 5   |
| 3               | 7   | Timur Timerzyanov | GRX Taneco Team          | +0.918     | 4   |
| 4               | 92  | Anton Marklund    | GC Kompetition           | +2.508     | 3   |
| 5               | 123 | Krisztián Szabó   | EKS Sport                | +6.164     | 2   |
| 6               | 6   | Jānis Baumanis    | Team STARD               | +6 Vueltas | 1   |
| Reporte Oficial |     |                   |                          |            |     |

Semifinal 2
| Pos.            | No. | Piloto              | Equipo                          | Tiempo     | Pts |
| --------------- | --- | ------------------- | ------------------------------- | ---------- | --- |
| 1               | 21  | Timmy Hansen        | Team Hansen MJP                 | 04:15.079  | 6   |
| 2               | 71  | Kevin Hansen        | Team Hansen MJP                 | +1.195     | 5   |
| 3               | 44  | Timo Scheider       | All-Inkl.com Münnich Motorsport | +4.755     | 4   |
| 4               | 96  | Guillaume De Ridder | GCK Academy                     | +6.521     | 3   |
| 5               | 36  | Guerlain Chicherit  | GC Kompetition                  | +13.486    | 2   |
| 6               | 42  | Oliver Bennett      | Oliver Bennett                  | +6 Vueltas | 1   |
| Reporte Oficial |     |                     |                                 |            |     |

### Final
| Pos.            | No. | Piloto            | Equipo                          | Tiempo     | Pts |
| --------------- | --- | ----------------- | ------------------------------- | ---------- | --- |
| 1               | 68  | Niclas Grönholm   | GRX Taneco Team                 | 04:13.323  | 8   |
| 2               | 13  | Andreas Bakkerud  | Monster Energy RX Cartel        | +2.308     | 5   |
| 3               | 7   | Timur Timerzyanov | GRX Taneco Team                 | +2.983     | 4   |
| 4               | 21  | Timmy Hansen      | Team Hansen MJP                 | +6.578     | 3   |
| 5               | 71  | Kevin Hansen      | Team Hansen MJP                 | +11.846    | 2   |
| 6               | 44  | Timo Scheider     | All-Inkl.com Münnich Motorsport | +3 Vueltas | 1   |
| Reporte Oficial |     |                   |                                 |            |     |

## RX2 International Series

### Series
| Pos.            | No. | Piloto               | Equipo                     | Q1  | Q2  | Q3  | Q4  | Pts |
| --------------- | --- | -------------------- | -------------------------- | --- | --- | --- | --- | --- |
| 1               | 16  | Oliver Eriksson      | Olsbergs MSE               | 1º  | 1º  | 1º  | 1º  | 16  |
| 2               | 2   | Ben-Philip Gundersen | JC Raceteknik              | 2º  | 3º  | 2º  | 2º  | 15  |
| 3               | 35  | Fraser McConnell     | Olsbergs MSE               | 3º  | 2º  | 6º  | 8º  | 14  |
| 4               | 55  | Vasiliy Gryazin      | Sport Racing Technologies  | 8º  | 6º  | 5º  | 4º  | 13  |
| 5               | 18  | Linus Ostlund        | Olsbergs MSE               | 5º  | 7º  | 11º | 3º  | 12  |
| 6               | 22  | Sami-Matti Trogen    | Set Promotion              | 4º  | 4º  | 7º  | 13º | 11  |
| 7               | 54  | Petter Narsa         | JC Raceteknik              | 9º  | 11º | 3º  | 7º  | 10  |
| 8               | 52  | Simon Olofsson       | Simon Olofsson             | 6º  | 5º  | 9º  | 11º | 9   |
| 9               | 91  | Niklas Aneklev       | Olsbergs MSE               | 10º | 8º  | 10º | 5º  | 8   |
| 10              | 77  | Steven Volders       | National Renstal Trommelke | 7º  | 10º | 8º  | 10º | 7   |
| 11              | 12  | Anders Michalak      | Anders Michalak            | 11º | 9º  | 12º | 6º  | 6   |
| 12              | 50  | Iane Vacala          | Iane Vacala                | 12º | 12º | 13º | 9º  | 5   |
| 13              | 47  | Jesse Kallio         | Olsbergs MSE               | DNF | DNS | 4º  | 12º | 4   |
| Reporte Oficial |     |                      |                            |     |     |     |     |     |

### Semifinales
Semifinal 1
| Pos.            | No. | Piloto           | Equipo          | Tiempo    | Pts |
| --------------- | --- | ---------------- | --------------- | --------- | --- |
| 1               | 16  | Oliver Eriksson  | Olsbergs MSE    | 04:26.422 | 6   |
| 2               | 35  | Fraser McConnell | Olsbergs MSE    | +0.190    | 5   |
| 3               | 18  | Linus Ostlund    | Olsbergs MSE    | +2.787    | 4   |
| 4               | 12  | Anders Michalak  | Anders Michalak | +5.259    | 3   |
| 5               | 54  | Petter Narsa     | JC Raceteknik   | +5.708    | 2   |
| 6               | 91  | Niklas Aneklev   | Olsbergs MSE    | +35.662   | 1   |
| Reporte Oficial |     |                  |                 |           |     |

Semifinal 2
| Pos.            | No. | Piloto               | Equipo                     | Tiempo    | Pts |
| --------------- | --- | -------------------- | -------------------------- | --------- | --- |
| 1               | 2   | Ben-Philip Gundersen | JC Raceteknik              | 04:26.903 | 6   |
| 2               | 55  | Vasiliy Gryazin      | Sport Racing Technologies  | +2.577    | 5   |
| 3               | 22  | Sami-Matti Trogen    | Set Promotion              | +3.553    | 4   |
| 4               | 52  | Simon Olofsson       | Simon Olofsson             | +6.223    | 3   |
| 5               | 77  | Steven Volders       | National Renstal Trommelke | +6.759    | 2   |
| 6               | 50  | Iane Vacala          | Iane Vacala                | +9.358    | 1   |
| Reporte Oficial |     |                      |                            |           |     |

### Final
| Pos.            | No. | Piloto               | Equipo                    | Tiempo    | Pts |
| --------------- | --- | -------------------- | ------------------------- | --------- | --- |
| 1               | 16  | Oliver Eriksson      | Olsbergs MSE              | 04:27.482 | 8   |
| 2               | 35  | Fraser McConnell     | Olsbergs MSE              | +2.179    | 5   |
| 3               | 22  | Sami-Matti Trogen    | Set Promotion             | +3.898    | 4   |
| 4               | 55  | Vasiliy Gryazin      | Sport Racing Technologies | +4.356    | 3   |
| 5               | 18  | Linus Ostlund        | Olsbergs MSE              | +5.633    | 2   |
| 6               | 2   | Ben-Philip Gundersen | JC Raceteknik             | +6.805    | 1   |
| Reporte Oficial |     |                      |                           |           |     |

## Campeonatos tras la prueba
| Pos | Piloto            | Pts | Dif |
| --- | ----------------- | --- | --- |
| 1   | Timmy Hansen      | 211 |     |
| 2   | Andreas Bakkerud  | 211 | +0  |
| 3   | Kevin Hansen      | 199 | +12 |
| 4   | Niclas Grönholm   | 186 | +25 |
| 5   | Timur Timerzyanov | 142 | +69 |

| Pos | Piloto               | Pts | Dif |
| --- | -------------------- | --- | --- |
| 1   | Oliver Eriksson      | 193 |     |
| 2   | Ben-Philip Gundersen | 150 | +43 |
| 3   | Jesse Kallio         | 146 | +47 |
| 4   | Fraser McConnell     | 143 | +50 |
| 5   | Sami-Matti Trogen    | 124 | +69 |

- Nota: Solamente se incluyen las cinco posiciones principales.